# 福永吉之助

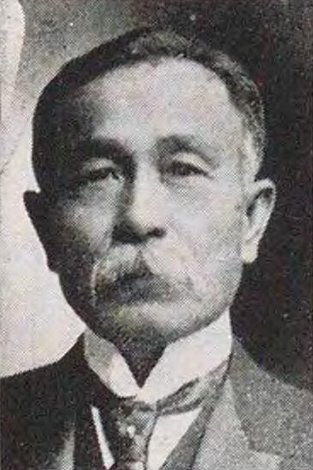
福永吉之助

福永 吉之助（ふくなが きちのすけ、安政3年12月5日（1856年12月31日） - 昭和20年（1945年）7月31日）は、日本の海軍軍人。階級は海軍主計中将。貴族院勅選議員。

## 経歴
薩摩藩士福永直之丞の二男として生まれる。1875年（明治8年）に海軍主計生徒となり、1883年（明治16年）に海軍少主計に任官し、海門、大和、厳島など諸艦の主計官を務めた。さらに海軍省経理局第二課長、横須賀鎮守府経理部長、横須賀鎮守府主計長を歴任した。
1907年（明治40年）、海軍主計総監に昇進し、翌年には海軍省経理局長に就任した。1912年（明治45年）、予備役編入とともに、同年5月27日、貴族院議員に勅選され、死去するまで在職した。

## 栄典
位階
- 1912年（明治45年）6月21日 - 正四位[8]

勲章
- 1916年（大正5年）4月1日 - 旭日重光章[9]